# Shikoku inu
O shikoku inu[Nota] (em japonês:  四国犬), também chamado kochi-ken, Mikawa Inu, Shikoku-ken e cão-lobo japonês, é um cão de porte médio oriundo do distrito montanhoso de Kochi, no Japão. No princípio havia três variedades, todas com os nomes de suas regiões - awa, hongawa e hata - dentre as quais, a hogawa mantinha o mais alto grau de pureza, devido à dificuldade de acesso ao local. Promulgada como raça e patrimônio natural em 1937, são cães valentes, fortes e suficientemente ágeis para percorrer as regiões montanhosas. De orelhas empinadas e cauda enroscada, tem ossatura considerada compacta e a personalidade resistente, de sentidos aguçados, sensibilidade primitiva e alerta. O Shikoku foi criado principalmente para caçar veados e javalis nos distritos montanhosos de Kochi. É um cão cauteloso e corajoso com bom senso. Também é leal ao seu dono. Ele tem características mais nítidas do que a maioria dos cães japoneses e às vezes pode perseguir javalis, mantendo o seu temperamento original.